# Otto Lehkosuo
Otto Lehkosuo, född den 31 december 1996, är en finländsk innebandysspelare som spelar för  Westend Indians och finländska landslaget.
Otto Lehkosuo har med det finländska landslaget tagit ett VM-guld (2024), ett VM-brons och ett VM-silver samt ett silver i World Games (2025).